# كريستوفر كولومبوس اندروز
كريستوفر كولومبوس اندروز هو صحفي وضابط ودبلوماسي وسياسي أمريكي، ولد في 27 أكتوبر 1829 في هيلسبورو في الولايات المتحدة، وتوفي في 21 سبتمبر 1922 في سانت بول في الولايات المتحدة. نشط حزبياً في الحزب الديمقراطي. وقد انتخب عضو مجلس ولاية مينيسوتا ‏.